# L.A. Style
Gli L.A. Style sono stati un gruppo musicale olandese di genere new beat e hardcore techno, attivo nella prima metà degli anni '90.

## Storia
Il loro maggiore successo è stato il singolo di debutto James Brown Is Dead (1991), entrato alla posizione numero uno delle classifiche di Paesi Bassi, Belgio e Spagna.
James Brown Is Dead è contenuto nell'unico album del gruppo, intitolato semplicemente L.A. Style (1993), assieme ad altri singoli tra cui I'm Raving (1992), collaborazione con la cantante Nicolette entrata alla posizione numero 13 della classifica olandese.
Le uscite successive passarono in sordina.
Gli L.A. Style si sciolsero nel 1995.

## Formazione
- Denzil Slemming – produzione
- Alfons "Fonny" de Wulf – produzione
- Ray Decadance – produzione

## Discografia

### Album in studio
- 1991 – L.A. Style

### Singoli
- 1991 – James Brown Is Dead
- 1992 – I'm Raving
- 1992 – God Shave the Queen
- 1993 – Balloony
- 1994 – Got to Move
- 1995 – Magic Trip